# 여주석
여주석(1985년 11월 27일 ~ )은 대한민국의 희극 배우이며, 의정부 모야모야병 여대생 강도 피해사건의 범인이다.

## 이력
2009년 연극 배우로 처음 데뷔하였으며, 2011년 SBS 공채를 통해 희극인으로 데뷔하였다.

## 출연작

### 방송
- 개그사냥 (KBS2)
- 웃찾사 (SBS)
- 개그투나잇 (SBS)